# Piet Wijdekop
Pieter Wijdekop, detto Piet (Amsterdam, 13 settembre 1912 – Heemskerk, 1º settembre 1982), è stato un canoista olandese.

## Palmarès

### Olimpiadi
- 1 medaglia:
  - 1 bronzo (Berlino 1936 nel Folding K-2 10000 metri)